# Українська Національна Оборона
Українська Національна Оборона (УНО) — піввійськова організація закарпатської молоді, заснована у вересні 1938 з ініціативи члена ОУН. Голова В. Івановчик, згодом С. Росоха. У листопаді 1938 перетворилася на УНО — Карпатська Січ.